# Nou Partit Comunista de Gran Bretanya
El Nou Partit Comunista de Gran Bretanya (en anglès, New Communist Party of Britain) és un partit marxista-leninista a Gran Bretanya. Els orígens del NCP es troben al Partit Comunista de Gran Bretanya del qual es va separar el 1977. L'organització adopta una postura antirevisionista i s'oposa a l'eurocomunisme. Després de la caiguda de la Unió Soviètica, el partit va ser un dels dos signants britànics originals de la Declaració de Pyongyang el 1992. Membre de la internacional Iniciativa de Partits Comunistes i Obrers.

## Formació
La força impulsora del NPC el 15 de juliol de 1977 va ser Sid French, veterà de guerra que havia estat el secretari del districte de Surrey del PCGB durant molts anys, a més de sindicalista.
Les divisions dins del PCGB havien sorgit després de la intervenció soviètica per sufocar l'aixecament hongarès el 1956 i els posteriors moviments de la direcció de Nikita Khrusxov a l'URSS per denunciar Ióssif Stalin, a més de la influència de l'eurocomunisme a l'anomenat camí britànic al socialisme. Sid French, com d'altres faccions dins del Partit, es va posicionar en contra d'aquesta deriva i es va mantenir lleial a la Unió Soviètica, malgrat oposar-se a la direcció de Jruschov. Les divisions es van intensificar amb el canvi de nom del diari del Partit (Daily Worker a The Morning Star), així com el suport del PCGB al lideratge de Dubček a Txecoslovàquia i oposar-se a la intervenció del Pacte de Varsòvia.
En un context de crisi laborista pel paper de James Callaghan i Harold Wilson, els sectors comunistes al si del PCGB consideraven que estaven desaprofitant l'ocasió i que el Partit no tenia capacitat per proposar una alternativa seriosa. Així, va ser durant aquest període de lluita i canvi que efectivament el PCGB va decaure a un ritme alarmant, quedant més aïllat de la gent que en cap altre moment de la seva història. El descens de membres i la circulació de Morning Star es va accelerar. La Lliga dels Joves Comunistes es va enfonsar, mentre que la crisi creixent del partit també va afectar la credibilitat de la seva direcció, ja que antics dirigents van abandonar les seves files. A la base del partit la crisi d'organització era encara més clara. Milers de membres ja no estaven organitzats i molts ni tan sols pagaven les seves quotes mensuals.
Amb l'amenaça d'expulsions al Partit, Sid French i d'altres militants, especialment del districte de Surrey, es van reunir d'urgència a Londres per formar el Nou Partit Comunista de Gran Bretanya, amb The New Worker com a setmanari de l'organització, publicant el primer pamflet argumentant la formació del nou partit.
El NPC no va aconseguir molts militants a districtes clau del PCGB, com ara Londres, Escòcia i Gal·les del Sud, considerant que molts encara tenien esperances en modificar la línia del Partit. Així però, uns 6.000 membres havien abandonat el PCGB a finals de 1977 en un descens de membres que s'acceleraria al llarg dels anys vuitanta. Però només una part d'ells, al voltant dels 700, es van unir al NCP.

## El Nou Partit Comunista
Sid French es va convertir en el primer secretari general del NCP i Surrey es va convertir en la seva àrea més forta. El primer president nacional va ser Joe Parker. French va morir el 1979 i el va succeir Eric Trevett. Trevett es va retirar del treball a temps complet al Partit el 1995, però va romandre al Politburó del Comitè Central del PCN com a president del Partit, un càrrec creat aquell any, fins a la seva mort el setembre de 2014.
Com la resta del moviment comunista britànic, el NPC des del principi va haver de fer front a diverses escissions i divisions internes. A principis de la dècada de 1980, una facció prosoviètica anomenada "Proletarian" va ser expulsada. A principis de la dècada de 1990 va ser expulsat un altre petit grup que més tard va formar el Grup d'Acció Comunista. Més endavant, en ocasió de l'elecció de l'alcalde de Londres a l'any 2000, el suport del Partit a la candidatura laborista independent de Ken Livingstone va provocar la major tensió interna fins al moment, que va acabar amb nombroses expulsions o dimissions tant a la direcció com a la base.
Des dels seus inicis han promogut el suport a les candidatures laboristes, com a les eleccions generals del 2019 al Regne Unit, però mai han presentat candidats propis en les mateixes. El NPC s'ha oposat a la Unió Europea i al Tractat de Roma, i mentre el Regne Unit encara era un estat membre, va demanar als seus partidaris que boicotegessin les eleccions al Parlament Europeu.